# Abteiberg 8 (Mönchengladbach)

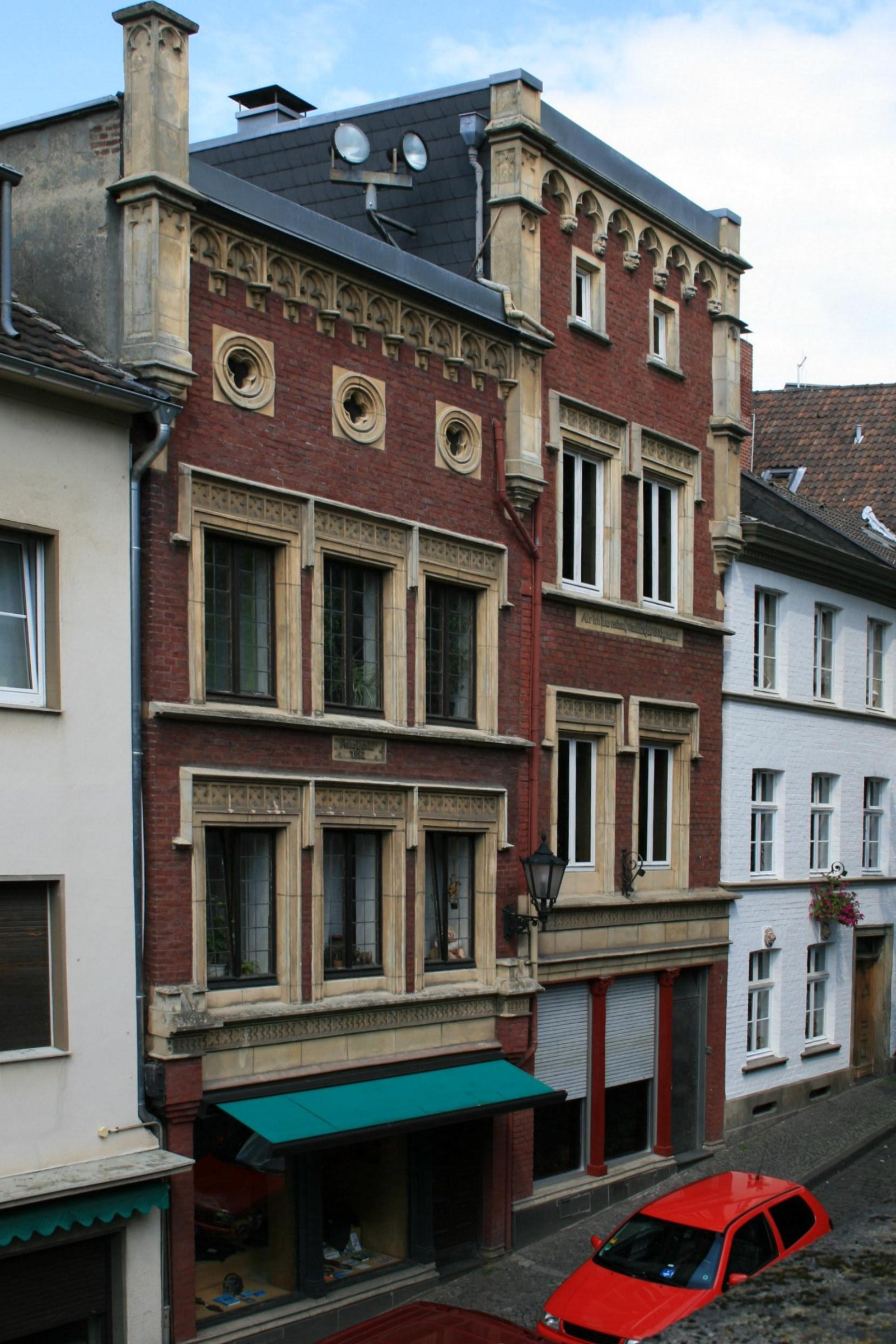
Wohn- und Geschäftshaus (2010)

Das Wohn- und Geschäftshaus Abteiberg 8 steht im Stadtteil Gladbach der Stadt Mönchengladbach in Nordrhein-Westfalen. Es wurde 1882 erbaut. Das Haus ist unter Nr. A 015 am 10. Dezember 1985 in die Denkmalliste der Stadt Mönchengladbach eingetragen worden.

## Lage
Die Straße Abteiberg ist ein vom Alten Markt zum Geroweiher herabführender Straßenzug. Das Gebäude steht gegenüber der Stützmauer, die den Abteiberg im Westen begrenzt, im noch intakten Restbereich der Altstadt.

## Architektur
Dreieinhalbgeschossiges Backsteinhaus von drei Achsen mit flachem Dach im noch intakten Restbereich der Altstadt. Unverputzte Schauseite in gotisierender Werksteingliederung. Scheitgerecht überdeckte Fensteröffnungen mit profiliertem Gewände, zu Dreiergruppen zusammengefasst und durch Sohlgesimse verbunden, durch aufgekröpfte Verdachungsgesimse und rosettengeschmückte Friesfelder bekrönt.
Im Erdgeschoss über die ganze Hausbreite originaler Ladeneinbau, niedriger Putzsockel, quadratische Gusseisenstücke, hoher, glatt verputzter Sturzbalken, darüber ein ornamentiertes Friesband, das zum Sohlgesims des 1. Geschosses vermittelt. Im oberen Halbgeschoss Maßwerkokuli, horizontaler Abschluss durch Spitzbogenfries und Gesims, quadratische Eckfialen, rechtsseitig mit dem Nachbarhaus zusammenfallend. Im 2. Geschoss Schrifttafel mit Angabe des Baujahres. Erneuerte Holzfenster mit Sprossenteilung und Butzenscheiben, Fassadenanstrich in Anlehnung an die originale Ziegelfarbe, Befensterung und Tür des Ladeneinbaus sind verändert.